# Copa Asiática 2007
La Copa Asiática 2007 fue la XIV edición del torneo de selecciones de fútbol más importante de Asia, que se llevó a cabo entre el 7 al 29 de julio de 2007. Por primera vez en la historia el torneo fue realizado por cuatro naciones – Indonesia, Malasia, Tailandia y Vietnam. El torneo fue organizado por la Confederación Asiática de Fútbol.
El torneo se realiza cada cuatro años desde 1956. El más reciente se llevó a cabo en China en 2004. Sin embargo debido a que la realización de los Juegos Olímpicos de verano y del campeonato europeo de fútbol se programaron para el 2008 al igual que la Copa Asiática, se decidió adelantar la fecha del torneo y realizarlo en el 2007 y de allí en adelante cada cuatro años.
En este torneo, de los 4 locales, solo pasó a cuartos de final la selección de Vietnam, que quedó eliminada a manos de Irak por 0-2, mientras que Indonesia quedó a 1 punto de la segunda plaza del grupo D, Malasia quedó última del grupo C siendo la peor selección del torneo con 0 puntos, 1 gol a favor y 12 goles en contra, y Tailandia quedó fuera por diferencia de goles en el grupo A, tras caer sorpresivamente ante Australia por 0-4.
El campeón, Irak, se clasificó como representante de Asia a la Copa FIFA Confederaciones 2009 que se realizó en Sudáfrica.

## Cuatro anfitriones
La decisión de un evento organizado por cuatro naciones fue una propuesta hecha al comité ejecutivo de la AFC por su entonces presidente Mohammed Bin Hammam. Sin embargo, él posteriormente lamentó esta decisión llamándola su “error”, como resultado de las dificultades logísticas y financieras de organizar un evento a través de cuatro países.
El presidente de la AFC declaró que se demuestra que es muy difícil para el comité ejecutivo el manejar cuatro comités organizadores, cuatro centros de comunicaciones, además de las consideraciones económicas. Él también reveló que definitivamente no lo volvería a hacer otra vez si tuviera que escoger.

## Equipos participantes
Cuatro selecciones clasificaron automáticamente al ser locales: Indonesia, Malasia, Tailandia y Vietnam. Por primera vez en la competición, el campeón defensor no tuvo un cupo asegurado. Para determinar que 12 equipos acompañarían a los otros cuatro, 25 selecciones más acudieron a las clasificatoria. Se hizo una ronda preliminar entre las dos selecciones peor ubicadas en el Ranking FIFA para disminuir el número a 24, y de ahí se formaron seis grupos de cuatro integrantes cada uno, donde los dos primeros de cada grupo clasificaban automáticamente al torneo.
En cursiva los equipos debutantes.
| Equipos participantes | Equipos participantes  | Equipos participantes | Equipos participantes |
| --------------------- | ---------------------- | --------------------- | --------------------- |
| Arabia Saudita        | China                  | Irak                  | Omán                  |
| Australia             | Corea del Sur          | Irán                  | Tailandia             |
| Baréin                | Emiratos Árabes Unidos | Japón                 | Uzbekistán            |
| Catar                 | Indonesia              | Malasia               | Vietnam               |

## Sedes
| Bangkok             | Bangkok               | Hanói                    | Ciudad Ho Chi Minh        |
| ------------------- | --------------------- | ------------------------ | ------------------------- |
| Estadio Rajamangala | Estadio Suphachalasai | Estadio Nacional Mỹ Đình | Estadio Quan Khu 7        |
| Capacidad: 65.000   | Capacidad: 35.000     | Capacidad: 40.200        | Capacidad: 25.000         |
| Rajamangala         | Suphachalasai         | Mỹ Đình                  | Army Stadium              |
| Shah Alam           | Kuala Lumpur          | Palembang                | Yakarta                   |
| Estadio Shah Alam   | Estadio Bukit Jalil   | Estadio Gelora Sriwijaya | Estadio Gelora Bung Karno |
| Capacidad: 87.000   | Capacidad: 100.000    | Capacidad: 40.000        | Capacidad: 88.000         |
| Shah Alam           | BukitJalil            | Gelora Sriwijaya         | BungKarno                 |

## Árbitros
16 árbitros y 24 jueces de línea superaron las pruebas hechas en Kuala Lumpur, Malasia. Un árbitro y dos jueces de línea fueron llamados de la CAF.
| Árbitros - Matthew Breeze - Mark Shield - Jasim Karim - Sun Baojie - Masoud Moradi - Yuichi Nishimura - Saad Kamil Al-Fadhli - Talaat Najm - Abdulrahman Abdou - Khalil Al-Ghamdi - Eddy Maillet - Kwon Jong-chul - Lee Gi-young - Muhsen Basma - Satop Tongkhan (r) - Ali Al-Badwawi | Jueces de Línea - Mohd. Shahidul Islam - Liu Tiejun - Evarist Menkouande - Poon Ming Fai - Benjamin Silva - Reza Sokhandan - Mohammad Kadom Arab - Awni Hassouneh - Toru Sagara - Jeong Hae-sang - Mohammed Al-Ghamdi - Yaser Ahmad Marad - Mustafa Taleb - Mohd. Sabri bin Mat Daud - Win U Kyaw - Mohamed Saeed - Abdullah Al-Amouri - Ibrahim Ali Mohammed - Célestin Ntagungira - Yew Mun Tang - Hamdi Al-Kadri - Begench Allaberdiyev - Saleh Al-Marzouqi - Viktor Serazitdinov |

(r): Reemplazó a  Shamsul Maidin debido a una lesión.

## Resultados

### Primera fase
- Los horarios corresponden a la hora local de Indonesia, Tailandia y Vietnam UTC+07:00 y la hora local de Malasia UTC+08:00
- Leyenda: Pts: Puntos; PJ: Partidos jugados; PG: Partidos ganados; PE: Partidos empatados; PP: Partidos perdidos; GF: Goles a favor; GC: Goles en contra; Dif: Diferencia de goles.

#### Grupo A
| Pos. | Equipo        | Pts. | PJ | G | E | P | GF | GC | Dif. | Clasificación |
| ---- | ------------- | ---- | -- | - | - | - | -- | -- | ---- | ------------- |
| 1    | Irak          | 5    | 3  | 1 | 2 | 0 | 4  | 2  | +2   | Segunda Fase  |
| 2    | Australia     | 4    | 3  | 1 | 1 | 1 | 6  | 4  | +2   | Segunda Fase  |
| 3    | Tailandia (H) | 4    | 3  | 1 | 1 | 1 | 3  | 5  | −2   |               |
| 4    | Omán          | 2    | 3  | 0 | 2 | 1 | 1  | 3  | −2   |               |

 Fuente: Asian Cup 2007
Criterios de clasificación: 
| 7 de julio de 2007 | Tailandia           | 1:1 (1:1) | Irak        | Estadio Rajamangala, Bangkok                               |                                                            |
| 19:35 (UTC+07:00)  | Suksomkit 6' (pen.) | Reporte   | Mahmoud 32' | Asistencia: 30 000 espectadores Árbitro(s): Kwon Jong-chul | Asistencia: 30 000 espectadores Árbitro(s): Kwon Jong-chul |

| 8 de julio de 2007 | Australia  | 1:1 (0:1) | Omán           | Estadio Rajamangala, Bangkok                           |                                                        |
| 17:20 (UTC+07:00)  | Cahill 90' | Reporte   | Al-Maimani 32' | Asistencia: 5000 espectadores Árbitro(s): Eddy Maillet | Asistencia: 5000 espectadores Árbitro(s): Eddy Maillet |

| 12 de julio de 2007 | Omán | 0:2 (0:0) | Tailandia          | Estadio Rajamangala, Bangkok                             |                                                          |
| 17:20 (UTC+07:00)   |      | Reporte   | Thonkanya 75', 78' | Asistencia: 19 000 espectadores Árbitro(s): Lee Gi-young | Asistencia: 19 000 espectadores Árbitro(s): Lee Gi-young |

| 13 de julio de 2007 | Irak                                  | 3:1 (1:0) | Australia  | Estadio Rajamangala, Bangkok                          |                                                       |
| 17:20 (UTC+07:00)   | Akram 23' · Mohammed 60' · Jassim 86' | Reporte   | Viduka 47' | Asistencia: 6000 espectadores Árbitro(s): Jasim Karim | Asistencia: 6000 espectadores Árbitro(s): Jasim Karim |

| 16 de julio de 2007 | Tailandia | 0:4 (0:1) | Australia                                    | Estadio Rajamangala, Bangkok                               |                                                            |
| 19:35 (UTC+07:00)   |           | Reporte   | Beauchamp 21' · Viduka 80', 83' · Kewell 90' | Asistencia: 46 000 espectadores Árbitro(s): Kwon Jong-chul | Asistencia: 46 000 espectadores Árbitro(s): Kwon Jong-chul |

| 16 de julio de 2007 | Omán | 0:0     | Irak | Estadio Suphachalasai, Bangkok                        |                                                       |
| 19:35 (UTC+07:00)   |      | Reporte |      | Asistencia: 500 espectadores Árbitro(s): Eddy Maillet | Asistencia: 500 espectadores Árbitro(s): Eddy Maillet |

#### Grupo B
| Pos. | Equipo                 | Pts. | PJ | G | E | P | GF | GC | Dif. | Clasificación |
| ---- | ---------------------- | ---- | -- | - | - | - | -- | -- | ---- | ------------- |
| 1    | Japón                  | 7    | 3  | 2 | 1 | 0 | 8  | 3  | +5   | Segunda Fase  |
| 2    | Vietnam (H)            | 4    | 3  | 1 | 1 | 1 | 4  | 5  | −1   | Segunda Fase  |
| 3    | Emiratos Árabes Unidos | 3    | 3  | 1 | 0 | 2 | 3  | 6  | −3   |               |
| 4    | Catar                  | 2    | 3  | 0 | 2 | 1 | 3  | 4  | −1   |               |

 Fuente: AFC
Criterios de clasificación: 
| 8 de julio de 2007 | Vietnam              | 2:0 (0:0) | Emiratos Árabes Unidos | Estadio Nacional My Dinh, Hanói                         |                                                         |
| 19:35 (UTC+07:00)  | Thanh 64' · Vinh 73' | Reporte   |                        | Asistencia: 39 450 espectadores Árbitro(s): Talaat Najm | Asistencia: 39 450 espectadores Árbitro(s): Talaat Najm |

| 8 de julio de 2007 | Japón        | 1:1 (0:0) | Catar        | Estadio Nacional My Dinh, Hanói                          |                                                          |
| 17:20 (UTC+07:00)  | Takahara 61' | Reporte   | Quintana 88' | Asistencia: 5000 espectadores Árbitro(s): Matthew Breeze | Asistencia: 5000 espectadores Árbitro(s): Matthew Breeze |

| 12 de julio de 2007 | Catar        | 1:1 (0:1) | Vietnam  | Estadio Nacional My Dinh, Hanói                           |                                                           |
| 19:35 (UTC+07:00)   | Quintana 79' | Reporte   | Binh 32' | Asistencia: 40 000 espectadores Árbitro(s): Masoud Moradi | Asistencia: 40 000 espectadores Árbitro(s): Masoud Moradi |

| 13 de julio de 2007 | Emiratos Árabes Unidos | 1:3 (0:3) | Japón                                   | Estadio Nacional My Dinh, Hanói                          |                                                          |
| 20:35 (UTC+07:00)   | Alkas 66'              | Reporte   | Takahara 22', 27' · Nakamura 42' (pen.) | Asistencia: 5000 espectadores Árbitro(s): Satop Tongkhan | Asistencia: 5000 espectadores Árbitro(s): Satop Tongkhan |

| 16 de julio de 2007 | Vietnam          | 1:4 (1:2) | Japón                                   | Estadio Nacional My Dinh, Hanói                            |                                                            |
| 17:20 (UTC+07:00)   | Suzuki 8' (a.g.) | Reporte   | Maki 12', 59' · Endō 32' · Nakamura 53' | Asistencia: 40 000 espectadores Árbitro(s): Matthew Breeze | Asistencia: 40 000 espectadores Árbitro(s): Matthew Breeze |

| 16 de julio de 2007 | Catar        | 1:2 (1:0) | Emiratos Árabes Unidos | Estadio Army, Ciudad Ho Chi Minh                        |                                                         |
| 17:20 (UTC+07:00)   | Quintana 42' | Reporte   | Alkas 59' · Khalil 90' | Asistencia: 3000 espectadores Árbitro(s): Masoud Moradi | Asistencia: 3000 espectadores Árbitro(s): Masoud Moradi |

#### Grupo C
| Pos. | Equipo      | Pts. | PJ | G | E | P | GF | GC | Dif. | Clasificación |
| ---- | ----------- | ---- | -- | - | - | - | -- | -- | ---- | ------------- |
| 1    | Irán        | 7    | 3  | 2 | 1 | 0 | 6  | 3  | +3   | Segunda Fase  |
| 2    | Uzbekistán  | 6    | 3  | 2 | 0 | 1 | 9  | 2  | +7   | Segunda Fase  |
| 3    | China       | 4    | 3  | 1 | 1 | 1 | 7  | 6  | +1   |               |
| 4    | Malasia (H) | 0    | 3  | 0 | 0 | 3 | 1  | 12 | −11  |               |

 Fuente: Asian Cup 2007
Criterios de clasificación: 
| 10 de julio de 2007 | Malasia        | 1:5 (0:2) | China                                                     | Estadio Nacional Bukit Jalil, Kuala Lumpur               |                                                          |
| 20:35 (UTC+08:00)   | Indraputra 74' | Reporte   | Han Peng 15', 55' · Shao Jiayi 36' · Wang Dong 51', 90+3' | Asistencia: 21 155 espectadores Árbitro(s): Mushen Basma | Asistencia: 21 155 espectadores Árbitro(s): Mushen Basma |

| 11 de julio de 2007 | Irán                        | 2:1 (0:1) | Uzbekistán        | Estadio Nacional Bukit Jalil, Kuala Lumpur                      |                                                                 |
| 18:20 (UTC+08:00)   | Hosseini 55' · Kazemian 78' | Reporte   | Rezaei 16' (a.g.) | Asistencia: 1863 espectadores Árbitro(s): Saad Kameel Al Fadhli | Asistencia: 1863 espectadores Árbitro(s): Saad Kameel Al Fadhli |

| 14 de julio de 2007 | Uzbekistán                                                           | 5:0 (3:0) | Malasia | Estadio Nacional Bukit Jalil, Kuala Lumpur                  |                                                             |
| 18:20 (UTC+08:00)   | Shatskikh 10', 89' · Kapadze 29' · Bakaev 45' (pen.) · Ibragimov 85' | Reporte   |         | Asistencia: 7137 espectadores Árbitro(s): Abdulrahman Abdou | Asistencia: 7137 espectadores Árbitro(s): Abdulrahman Abdou |

| 15 de julio de 2007 | China                            | 2:2 (2:1) | Irán                       | Estadio Nacional Bukit Jalil, Kuala Lumpur                 |                                                            |
| 18:20 (UTC+08:00)   | Shao Jiayi 5' · Mao Jianqing 36' | Reporte   | Zandi 45+1' · Nekounam 73' | Asistencia: 5938 espectadores Árbitro(s): Khalil Al-Ghamdi | Asistencia: 5938 espectadores Árbitro(s): Khalil Al-Ghamdi |

| 18 de julio de 2007 | Malasia | 0:2 (0:1) | Irán                               | Estadio Nacional Bukit Jalil, Kuala Lumpur             |                                                        |
| 20:35 (UTC+08:00)   |         | Reporte   | Nekounam 25' (pen.) · Andranik 70' | Asistencia: 5520 espectadores Árbitro(s): Mushen Basma | Asistencia: 5520 espectadores Árbitro(s): Mushen Basma |

| 18 de julio de 2007 | Uzbekistán                                   | 3:0 (0:0) | China | Estadio Shah Alam, Shah Alam                                    |                                                                 |
| 20:35 (UTC+08:00)   | Shatskikh 72' · Kapadze 86' · Geynrikh 90+4' | Reporte   |       | Asistencia: 2200 espectadores Árbitro(s): Saad Kameel Al Fadhli | Asistencia: 2200 espectadores Árbitro(s): Saad Kameel Al Fadhli |

#### Grupo D
| Pos. | Equipo         | Pts. | PJ | G | E | P | GF | GC | Dif. | Clasificación |
| ---- | -------------- | ---- | -- | - | - | - | -- | -- | ---- | ------------- |
| 1    | Arabia Saudita | 7    | 3  | 2 | 1 | 0 | 7  | 2  | +5   | Segunda Fase  |
| 2    | Corea del Sur  | 4    | 3  | 1 | 1 | 1 | 3  | 3  | 0    | Segunda Fase  |
| 3    | Indonesia (H)  | 3    | 3  | 1 | 0 | 2 | 3  | 4  | −1   |               |
| 4    | Baréin         | 3    | 3  | 1 | 0 | 2 | 3  | 7  | −4   |               |

 Fuente: Asian Cup 2007
Criterios de clasificación: 
| 10 de julio de 2007 | Indonesia                     | 2:1 (1:1) | Baréin            | Estadio Bung Karno, Yakarta                                  |                                                              |
| 17:20 (UTC+07:00)   | Sudarsono 14' · Pamungkas 64' | Reporte   | Mahmood Jalal 27' | Asistencia: 65 000 espectadores Árbitro(s): Yuichi Nishimura | Asistencia: 65 000 espectadores Árbitro(s): Yuichi Nishimura |

| 11 de julio de 2007 | Corea del Sur | 1:1 (0:0) | Arabia Saudita        | Estadio Bung Karno, Yakarta                             |                                                         |
| 19:35 (UTC+07:00)   | Choi 66'      | Reporte   | Al-Qahtani 77' (pen.) | Asistencia: 45 110 espectadores Árbitro(s): Mark Shield | Asistencia: 45 110 espectadores Árbitro(s): Mark Shield |

| 14 de julio de 2007 | Arabia Saudita                 | 2:1 (1:1) | Indonesia | Estadio Bung Karno, Yakarta                                |                                                            |
| 19:35 (UTC+07:00)   | Al-Qahtani 12' · Al-Harthi 90' | Reporte   | Aiboy 20' | Asistencia: 87 000 espectadores Árbitro(s): Ali Al-Badwawi | Asistencia: 87 000 espectadores Árbitro(s): Ali Al-Badwawi |

| 15 de julio de 2007 | Baréin                   | 2:1 (1:1) | Corea del Sur | Estadio Bung Karno, Yakarta                          |                                                      |
| 19:35 (UTC+07:00)   | Isa 43' · Abdullatif 85' | Reporte   | Kim 4'        | Asistencia: 9000 espectadores Árbitro(s): Sun Baojie | Asistencia: 9000 espectadores Árbitro(s): Sun Baojie |

| 18 de julio de 2007 | Indonesia | 0:1 (0:1) | Corea del Sur    | Estadio Bung Karno, Yakarta                             |                                                         |
| 17:20 (UTC+07:00)   |           | Reporte   | Kim Jung-Woo 33' | Asistencia: 87 000 espectadores Árbitro(s): Mark Shield | Asistencia: 87 000 espectadores Árbitro(s): Mark Shield |

| 18 de julio de 2007 | Arabia Saudita                                      | 4:0 (2:0) | Baréin | Estadio Gelora Sriwijaya, Palembang                       |                                                           |
| 17:20 (UTC+07:00)   | Al-Mousa 18' · Abdulrahman 45' · Al-Jassim 68', 80' | Reporte   |        | Asistencia: 500 espectadores Árbitro(s): Yuichi Nishimura | Asistencia: 500 espectadores Árbitro(s): Yuichi Nishimura |

### Segunda fase
|  | Cuartos de final          | Cuartos de final   |                           |       | Semifinales   | Semifinales  |  |  | Final                  | Final |
|  |                           |                    |                           |       |               |              |  |  |                        |       |
|  | Bangkok, 21 de julio      |                    |                           |       |               |              |  |  |                        |       |
|  |                           |                    |                           |       |               |              |  |  |                        |       |
|  | Irak                      | 2                  |                           |       |               |              |  |  |                        |       |
|  | Irak                      | 2                  | Kuala Lumpur, 25 de julio |       |               |              |  |  |                        |       |
|  | Vietnam                   | 0                  |                           |       |               |              |  |  |                        |       |
|  | Vietnam                   | 0                  | Irak                      | 0 (4) |               |              |  |  |                        |       |
|  | Kuala Lumpur, 22 de julio |                    | Irak                      | 0 (4) |               |              |  |  |                        |       |
|  |                           | Corea del Sur      | 0 (3)                     |       |               |              |  |  |                        |       |
|  | Irán                      | Corea del Sur      | 0 (3)                     | 0 (2) |               |              |  |  |                        |       |
|  | Irán                      |                    | Yakarta, 29 de julio      | 0 (2) |               |              |  |  |                        |       |
|  | Corea del Sur             | 0 (4)              |                           |       |               |              |  |  |                        |       |
|  | Corea del Sur             | 0 (4)              | Irak                      | 1     |               |              |  |  |                        |       |
|  | Hanói, 21 de julio        |                    | Irak                      | 1     |               |              |  |  |                        |       |
|  |                           | Arabia Saudita     | 0                         |       |               |              |  |  |                        |       |
|  | Japón                     | Arabia Saudita     | 0                         | 1 (4) |               |              |  |  |                        |       |
|  | Japón                     | Hanói, 25 de julio |                           | 1 (4) |               |              |  |  |                        |       |
|  | Australia                 | 1 (3)              |                           |       |               |              |  |  |                        |       |
|  | Australia                 | 1 (3)              | Japón                     | 2     | Tercer lugar  | Tercer lugar |  |  |                        |       |
|  | Yakarta, 22 de julio      |                    | Japón                     | 2     |               |              |  |  |                        |       |
|  |                           | Arabia Saudita     | 3                         |       |               |              |  |  |                        |       |
|  | Arabia Saudita            | Arabia Saudita     | 3                         | 2     | Corea del Sur | 0 (6)        |  |  |                        |       |
|  | Arabia Saudita            |                    |                           | 2     | Corea del Sur | 0 (6)        |  |  |                        |       |
|  | Uzbekistán                | 1                  |                           | Japón | 0 (5)         |              |  |  |                        |       |
|  | Uzbekistán                | 1                  |                           |       | 0 (5)         |              |  |  |                        |       |
|  |                           |                    |                           |       |               |              |  |  | Palembang, 28 de julio |       |
|  |                           |                    |                           |       |               |              |  |  |                        |       |

#### Cuartos de final
| 21 de julio de 2007 | Japón                                          | 1:1 (1:1, 0:0) (t. s.)(4:3 p.) | Australia                                | Estadio Rajamangala, Bangkok                                      |                                                                   |
| 17:20 (UTC+07:00)   | Takahara 72'                                   | Reporte                        | Aloisi 69'                               | Asistencia: 25 000 espectadores Árbitro(s): Saad Kameel Al Fadhli | Asistencia: 25 000 espectadores Árbitro(s): Saad Kameel Al Fadhli |
|                     |                                                | Tiros desde el punto penal     |                                          |                                                                   |                                                                   |
|                     | Nakamura · Endō · Komano · Takahara · Nakazawa |                                | Kewell · Neill · Cahill · Carle · Carney |                                                                   |                                                                   |

| 21 de julio de 2007 | Irak            | 2:0 (1:0) | Vietnam | Estadio Nacional My Dinh, Hanói                            |                                                            |
| 20:20 (UTC+07:00)   | Mahmoud 2' (66) | Reporte   |         | Asistencia: 9720 espectadores Árbitro(s): Yuichi Nishimura | Asistencia: 9720 espectadores Árbitro(s): Yuichi Nishimura |

| 22 de julio de 2007 | Irán                                   | 0:0 (t. s.)(2:4 p.)        | Corea del Sur                                                          | Estadio Nacional Bukit Jalil, Kuala Lumpur               |                                                          |
| 18:20 (UTC+08:00)   |                                        | Reporte                    |                                                                        | Asistencia: 8629 espectadores Árbitro(s): Ali Al-Badwawi | Asistencia: 8629 espectadores Árbitro(s): Ali Al-Badwawi |
|                     |                                        | Tiros desde el punto penal |                                                                        |                                                          |                                                          |
|                     | Zandi · Mahdavikia · Enayati · Khatibi |                            | Lee Chun-soo · Kim Sang-sik · Kim Do-heon · Cho Jae-jin · Kim Jung-woo |                                                          |                                                          |

| 22 de julio de 2007 | Arabia Saudita               | 2:1 (1:0) | Uzbekistán  | Estadio Bung Karno, Yakarta                                |                                                            |
| 20:20 (UTC+07:00)   | Al-Qahtani 3' · Al-Mousa 75' | Reporte   | Solomin 81' | Asistencia: 12 000 espectadores Árbitro(s): Kwon Jong-chul | Asistencia: 12 000 espectadores Árbitro(s): Kwon Jong-chul |

#### Semifinales
| 25 de julio de 2007 | Irak                                      | 0:0 (t. s.)(4:3 p.)        | Corea del Sur                                                           | Estadio Nacional Bukit Jalil, Kuala Lumpur                        |                                                                   |
| 18:20 (UTC+08:00)   |                                           | Reporte                    |                                                                         | Asistencia: 12 500 espectadores Árbitro(s): Saad Kameel Al Fadhli | Asistencia: 12 500 espectadores Árbitro(s): Saad Kameel Al Fadhli |
|                     |                                           | Tiros desde el punto penal |                                                                         |                                                                   |                                                                   |
|                     | M. Mohammed · Munir · Abdul-Amir · Mnajed |                            | Lee Chun-soo · Lee Dong-gook · Cho Jae-jin · Yeom Ki-hun · Kim Jung-woo |                                                                   |                                                                   |

| 25 de julio de 2007 | Japón                  | 2:3 (1:2) | Arabia Saudita                     | Estadio Nacional My Dinh, Hanói                            |                                                            |
| 20:20 (UTC+07:00)   | Nakazawa 37' · Abe 53' | Reporte   | Al-Qahtani 35' · Mouath 45+2', 57' | Asistencia: 10 000 espectadores Árbitro(s): Matthew Breeze | Asistencia: 10 000 espectadores Árbitro(s): Matthew Breeze |

#### Tercer lugar
| 28 de julio de 2007 | Corea del Sur                                                                  | 0:0 (t. s.)(6:5 p.)        | Japón                                                | Estadio Gelora Sriwijaya, Palembang                        |                                                            |
| 19:35 (UTC+07:00)   |                                                                                | Reporte                    |                                                      | Asistencia: 10 000 espectadores Árbitro(s): Ali Al-Badwawi | Asistencia: 10 000 espectadores Árbitro(s): Ali Al-Badwawi |
|                     |                                                                                | Tiros desde el punto penal |                                                      |                                                            |                                                            |
|                     | Cho Jae-jin · Oh Beom-seok · Lee Chun-soo · Lee ho · Kim Jin-kyu · Kim Chi-woo |                            | S. Nakamura · Endō · Abe · Komano · Nakazawa · Hanyu |                                                            |                                                            |

#### Final
| 29 de julio de 2007 | Irak        | 1:0 (0:0) | Arabia Saudita | Estadio Bung Karno, Yakarta                             |                                                         |
| 19:35 (UTC+07:00)   | Mahmoud 71' | Reporte   |                | Asistencia: 60 000 espectadores Árbitro(s): Mark Shield | Asistencia: 60 000 espectadores Árbitro(s): Mark Shield |

|                          |
| Bandera de Irak          |
| Campeón Irak 1.er título |

## Estadísticas

### Tabla general

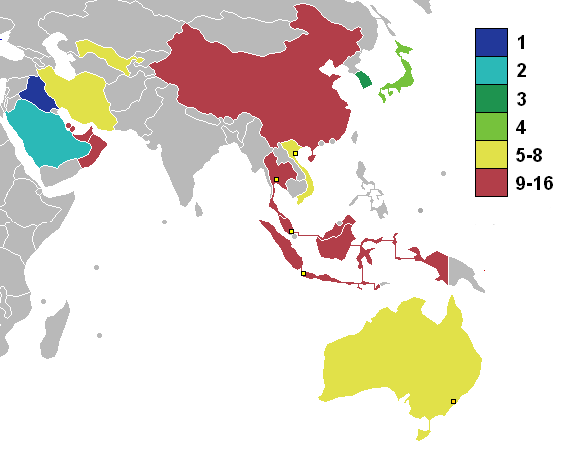
Mapa de los resultados

| Equipo | Equipo                 | Pts | PJ | PG | PE | PP | GF | GC | Dif | Rend  |
| ------ | ---------------------- | --- | -- | -- | -- | -- | -- | -- | --- | ----- |
| 1      | Irak                   | 12  | 6  | 3  | 3  | 0  | 7  | 2  | +5  | 66,6% |
| 2      | Arabia Saudita         | 13  | 6  | 4  | 1  | 1  | 12 | 6  | +6  | 72,2% |
| 3      | Corea del Sur          | 7   | 6  | 1  | 4  | 1  | 3  | 3  | 0   | 38,8% |
| 4      | Japón                  | 9   | 6  | 2  | 3  | 1  | 11 | 7  | +4  | 50,0% |
| 5      | Irán                   | 8   | 4  | 2  | 2  | 0  | 6  | 3  | +3  | 66,6% |
| 6      | Uzbekistán             | 6   | 4  | 2  | 0  | 2  | 10 | 4  | +6  | 50,0% |
| 7      | Australia              | 5   | 4  | 1  | 2  | 1  | 7  | 5  | +2  | 41,6% |
| 8      | Vietnam                | 4   | 4  | 1  | 1  | 2  | 4  | 7  | -3  | 33,3% |
| 9      | China                  | 4   | 3  | 1  | 1  | 1  | 7  | 6  | +1  | 44,4% |
| 10     | Tailandia              | 4   | 3  | 1  | 1  | 1  | 3  | 5  | -2  | 44,4% |
| 11     | Indonesia              | 3   | 3  | 1  | 0  | 2  | 3  | 4  | -1  | 33,3% |
| 12     | Emiratos Árabes Unidos | 3   | 3  | 1  | 0  | 2  | 3  | 6  | -3  | 33,3% |
| 13     | Baréin                 | 3   | 3  | 1  | 0  | 2  | 3  | 7  | -4  | 33,3% |
| 14     | Catar                  | 2   | 3  | 0  | 2  | 1  | 3  | 4  | -1  | 22,2% |
| 15     | Omán                   | 2   | 3  | 0  | 2  | 1  | 1  | 3  | -2  | 22,2% |
| 16     | Malasia                | 0   | 3  | 0  | 0  | 3  | 1  | 12 | -11 | 0,0%  |

### Goleadores
4 goles
- Younis Mahmoud
- Naohiro Takahara
- Yasser Al-Qahtani

3 goles
- Mark Viduka
- Sebastián Soria
- Maksim Shatskikh

2 goles
- Han Peng
- Shao Jiayi
- Wang Dong
- Javad Nekounam
- Seiichiro Maki
- Shunsuke Nakamura
- Ahmed Al-Mousa
- Malek Mouath
- Taisir Al-Jassim
- Pipat Thonkanya
- Saeed Al-Kass
- Timur Kapadze

1 gol
- Harry Kewell
- John Aloisi
- Michael Beauchamp
- Tim Cahill
- Ismail Abdul-Latif
- Salman Isa
- Sayed Jalal
- Mao Jianqing
- Bambang Pamungkas
- Budi Sudarsono
- Elie Aiboy
- Andranik Teymourian
- Ferydoon Zandi
- Jalal Hosseini
- Javad Kazemian
- Hawar Mulla Mohammed
- Karrar Jassim
- Nashat Akram
- Yasuhito Endō
- Yuji Nakazawa
- Yuki Abe
- Indra Putra
- Badar Al-Maimani
- Abdulrahman Al-Qahtani
- Saad Al-Harthi
- Choi Sung-kuk
- Kim Do-heon
- Kim Jung-woo
- Sutee Suksomkit
- Faisal Khalil
- Alexander Geynrikh
- Aziz Ibragimov
- Pavel Solomin
- Ulugbek Bakayev
- Huỳnh Quang Thanh
- Lê Công Vinh
- Phan Thanh Bình

### Autogoles
| Jugador       | Selección | Rival      | Goles |
| ------------- | --------- | ---------- | ----- |
| Rahman Rezaei | Irán      | Uzbekistán | 1     |
| Keita Suzuki  | Japón     | Vietnam    | 1     |

## Premios
Mejor Jugador
- Younis Mahmoud

Goleador(es)
- Younis Mahmoud
- Yasser Al-Qahtani
- Naohiro Takahara

Mejor Guardameta
- Noor Sabri

Mejor Defensa
- Bassim Abbas

Premio al Juego Limpio
- Japón

Equipo Más Entretenido
- Irak

Equipo Ideal
- El Toshiba All-Star XI fue elegido por los aficionados en la página oficial de la Copa Asiática.[6][7]

| Guardameta   | Defensas                                             | Centrocampistas                                          | Delanteros                         |
| ------------ | ---------------------------------------------------- | -------------------------------------------------------- | ---------------------------------- |
| Lee Woon-jae | Bassim Abbas Yuji Nakazawa Rahman Rezaei Lucas Neill | Shunsuke Nakamura Harry Kewell Lee Chun-soo Nashat Akram | Naohiro Takahara Yasser Al-Qahtani |